# 李家坪乡
李家坪乡，是中华人民共和国山西省忻州市五寨县下辖的一个乡镇级行政单位。

## 行政区划
李家坪乡下辖以下地区：
葛家窊村、大辛庄村、大张家坪村、李家坪村、古今坪村、羊坊村、青杨林村、东紫寨村、西紫寨村、老牛坡村和大东沟村。